# Palais du Gouverneur de Nijni Novgorod
Le palais du Gouverneur (Дом губернатора) est un édifice de Nijni Novgorod en Russie inscrit au patrimoine architectural d'importance fédérale. Il se trouve dans l'enceinte du Kremlin de Nijni Novgorod et a été construit en 1837-1841 selon les plans de Joseph Charlemagne dans un style néoclassique tardif.
Il a été construit sur ordre de l'empereur Nicolas Ier et était entre 1841 et 1917 la résidence officielle des gouverneurs militaires de Nijni Novgorod. Aujourd'hui cet édifice accueille le corpus n° III du musée des Beaux-Arts de Nijni Novgorod.

## История

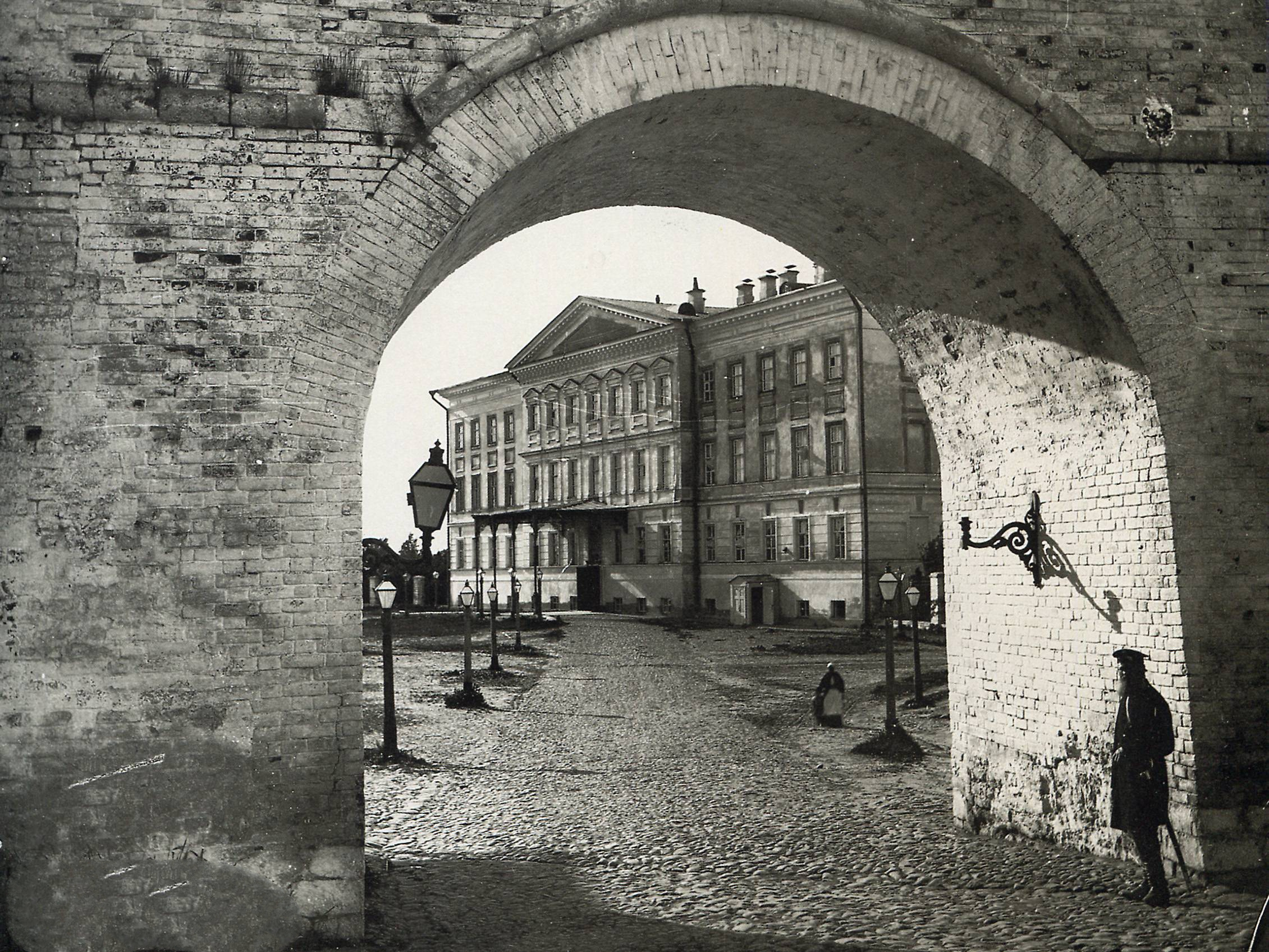
Vue du palais du Gouverneur à travers le portail de la tour Porokhovaïa (1910).

La construction du palais est en lien avec les grands travaux urbains de Nijni Novgorod ordonnés par l'empereur Nicolas Ier, y compris dans l'enceinte du Kremlin de Nijni Novgorod où l'on construit un ensemble architectural comprenant des bâtiments officiels et des édifices religieux, ainsi que des quartiers pouvant accueillir une éventuelle visite impériale.
Un premier projet pour une résidence du gouverneur est présenté au début de l'année 1835 par l'architecte Gothmann; mais il est décliné par Nicolas Ier en raison de coûts excessifs. Finalement un nouveau plan de Joseph Charlemagne est accepté le 21 novembre 1836. Les travaux commencent en 1837 et sont dirigés d'abord par A. Leer (assistant de l'architecte A. Scheffer et de l'architecte Tourmychev), avec quelques transformations par rapport au projet.
Les façades du palais donnent au nord sur la Volga et au sud sur la cathédrale de la Transfiguration-du-Sauveur (aujourd'hui détruite). Le rez-de-chaussée est prévu pour abriter les membres des familles des gouverneurs; au premier ce sont les appartements de l'empereur: salon, salle à manger, bureau, chambres à coucher, office et quelques pièces; au deuxième étage, la chapelle du Saint-Esprit (consacrée le 18 septembre 1845).
Deux ailes de côté sont construites: l'une le long des remparts abrite la chancellerie du gouverneur et les quartiers des fonctionnaires, et l'autre du côté Ouest (disparue aujourd'hui) abrite la garnison de la garde. Du palais aux annexes, il y avait une grille en fer forgé posée sur un socle en pierre. Tout est terminé à l'été 1841. Cinq ans plus tard, en raison de glissements de terrain sur la pente, le bâtiment, placé sur la falaise de la colline du Kremlin, est endommagé et doit être réparé. Les travaux sont menés en 1846 par l'ingénieur A.I. Delwig qui utilise pour la première fois dans cette ville du béton.
À la suite de la construction du palais du Gouverneur, le projet des architectes I.E. Efimov et P.D. Gothmanb de 1834 de l'aménagement du jardin du Kremlin sur le territoire de l'ancien monastère du Saint-Esprit commence à être mis en œuvre. Le jardin d'hiver du gouverneur est installé du côté Ouest avec une grotte et une fontaine. Le jardin du Gouverneur quant à lui descend la pente du côté Nord à partir de la tour Saint-Georges jusqu'à la tour Saint-Jean.
C'est ici dans ce palais qu'en 1858 Alexandre Dumas, en visite chez le gouverneur-général Mouraviov, a rencontré le décembriste Ivan Annenkov et son épouse française Pauline (née Geuble) qui sont devenus les modèles de son roman, Le Maître d'armes.
L'édifice a été restauré plusieurs fois au cours du XIXe siècle, en 1885 et en 1895-1896. Une marquise métallique est installée au-dessus de l'entrée d'honneur sur des piliers de fonte.

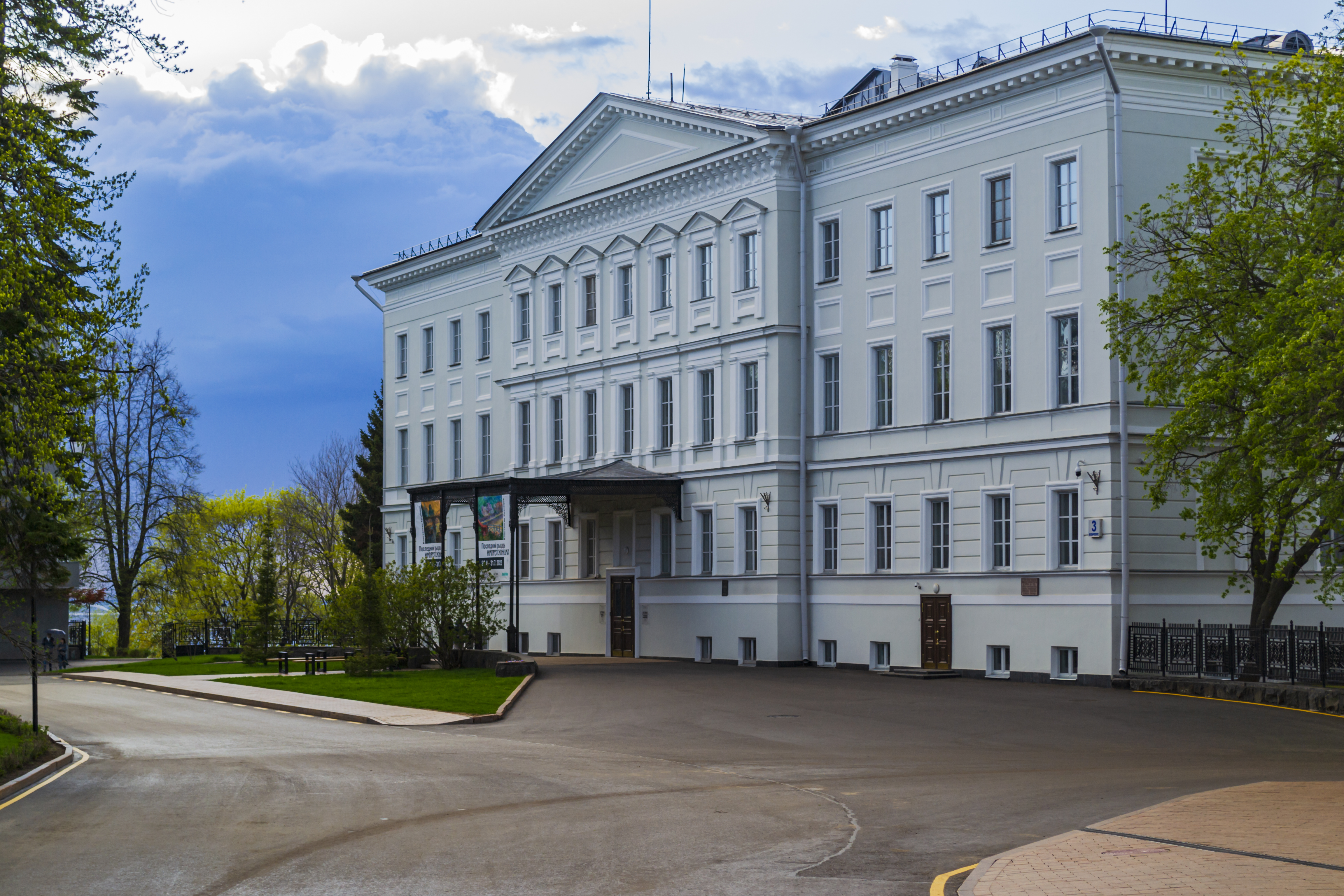
le palais après restaurations (2019-2021).

Au printemps 1906, l'on découvre des fissures menaçant l'édifice et au bout de long mois d'études les fondations sont refaites sous la conduite de l'ingénieur E.M. Mitchourine.
Après la révolution de 1917, le palais reçoit le nom de Palais de la Liberté. la chapelle est fermée au culte en octobre 1917 et détruite au début de l'année 1918 avec son clocher sur le toit. Des organes locaux puis de l'oblast de Nijni Novgorod s'y installent.
Depuis 1992, le musée des Beaux-Arts de Nijni Novgorod s'est installé dans les murs de l'ancien palais du Gouverneur.
Dans le cadre des préparations des festivités pour le huitième centenaire de la ville de Nijni Novgorod, des restaurations ont lieu, financées par le budget fédéral et des budgets locaux. Les travaux durent deux ans et se terminent en août 2021. Des murs intérieurs datant de l'ère soviétique sont abattus et l'intérieur est disposé selon les normes des grands musées mondiaux.